# Comuna Kovacevți, Pernik
Kovacevți (în bulgară Ковачевци) este o comună în regiunea Pernik, Bulgaria, formată din satele Cepino, Egălnița, Kaliște, Kosacea, Kovacevți, Loboș, Rakilovți, Siriștnik, Slatino și Svetlea. 

## Demografie
Componența etnică a comunei Kovacevți
     Bulgari (98,06%)
     Nicio identificare (1,68%)
     Altele (0,25%)
La recensământul din 2011, populația comunei Kovacevți era de 1.600 locuitori. Din punct de vedere etnic, majoritatea locuitorilor (98,06%) erau bulgari. Pentru 1,68% din locuitori nu este cunoscută apartenența etnică.